# Vườn quốc gia Päijänne
Vườn quốc gia Päijänne (tiếng Phần Lan: Päijänteen kansallispuisto) là một vườn quốc gia ở Phần Lan, ở phía nam hồ Päijänne. Vườn quốc gia này có 50 đảo. Vườn quốc gia này được lập năm 1993 và có diện tích 14 km2.